# Fresno Football Club U-23
Il Fresno Football Club U-23 è una società calcistica professionistica statunitense di base a Fresno, in California, fondata nel 2003.

## Storia
I Fuego debuttarono nella PDL nel 2003. L'inizio di stagione fu promettente, con i Fuego che si imposero contro il Nevada Wonders, il California Gold e l'Orange County Blue Star; questi risultati permisero alla squadra di Fresno di qualificarsi per la US Open Cup, in cui riuscirono a raggiungere il quarto turno, nel quale si arresero per 3-1 ai Los Angeles Galaxy. La stagione d'esordio vide i Fuego vincere la Southwest Division, ma nei play-off le cose non andarono altrettanto bene: il team di Fresno, infatti, venne sconfitto dai Blue Star nella finale di Conference.
Nel 2004, i Fuego conclusero la regular season al secondo posto, riuscendo a vincere i playoff di Conference. Nei playoff nazionali vennero però sconfitti dal Boulder Rapids Reserve, che mise fine al sogno dei californiani di vincere la PDL.
La stagione 2005 vide un aumento del numero di squadre facenti parte della Southwest Division, e di questo un po' soffrì la franchigia di Fresno, che chiuse il campionato in terza posizione. L'avventura nei playoff fu però brevissima e a porvi fine fu ancora una volta l'Orange County Blue Star.
Il 2006 fu un anno complicato per i Fuego. Innanzitutto, non trovarono uno stadio fisso per le partite casalinghe, dovendosi quindi spostare di volta in volta nei diversi impianti presenti a Fresno. In secondo luogo, la Southwest Division si espanse ulteriormente, facendo crescere anche il livello di difficoltà del torneo. Una serie di risultati altalenanti relegò i Fuego in quinta posizione. Per la prima volta nella sua breve storia, il club mancò la qualificazione ai playoff.
Nel 2007 le cose cambiarono sensibilmente. I Fuego diedero vita a una partnership con la squadra di baseball dei Fresno Grizzlies, ottenendo così il permesso di utilizzarono l'impianto dei Grizzlies come stadio di casa. Il campionato, come era prevedibile, fu molto combattuto, ma sul finire della stagione i Fuego erano uno dei quattro team in lotta per uno dei due posti disponibili per i playoff. Nell'ultima giornata, il club di Fresno ebbe la meglio sul San Francisco Seals per 3-1, aggiudicandosi così la Southwest Division per la seconda volta. I playoff si giocarono a Fresno e, sfruttando il fattore campo, i Fuego demolirono il Tacoma Tide per 4-1 e il BYU Cougars. I Fuego si aggiudicarono così anche il titolo di Conference, ma nei playoff nazionali vennero immediatamente sconfitti dal Laredo Heat, che si sarebbe poi aggiudicato la PDL.
Nel 2017, il Fresno Fuego è stato assorbito dalla franchigia di USL Championship del Fresno. A seguito del fallimento della stessa nel 2019, nel 2020 il club è stato rifondato con il nome di Central Valley Fuego con l'obiettivo di partecipare dal 2022 alla USL League One, campionato professionistico di terza divisione nel calcio statunitense.

## Cronistoria
| Anno | Divisione | League  | Regular Season | Playoff                  | Open Cup        |
| ---- | --------- | ------- | -------------- | ------------------------ | --------------- |
| 2003 | 4         | USL PDL | 1° Southwest   | Finale di Conference     | 4º turno        |
| 2004 | 4         | USL PDL | 2° Southwest   | Semifinale               | Non qualificato |
| 2005 | 4         | USL PDL | 3° Southwest   | Semifinale di Conference | Non qualificato |
| 2006 | 4         | USL PDL | 5° Southwest   | Non qualificato          | Non qualificato |
| 2007 | 4         | USL PDL | 1° Southwest   | Semifinale               | Non qualificato |

## Palmarès

### Competizioni nazionali
- USL League Two:

Titolo di regular season: 2011

## Allenatori
- Jaime Ramírez (2005-06)
- Scott Alcorn (2007-oggi)

## Stadi utilizzati dai Fresno Fuego
- Stadio presso la San Joaquin Memorial High School di Fresno (California) (2003)
- Stadio presso la Fresno Pacific University di Fresno (California) (2003-05)
- Chukchansi Park di Fresno (California) (2006-oggi)
- Stadio presso la Golden West High School di Visalia (California) (per due incontri nel 2006)
- Stadio presso la Central High School di Fresno (California) (per cinque incontri nel 2006)